# Agrilus plagiatus
Agrilus plagiatus (лат.) — вид узкотелых жуков-златок.

## Распространение
Китай (Shaanxi, Sichuan), Тайвань.

## Описание
Длина тела взрослых насекомых (имаго) 5,5 — 7 мм. Отличаются следующими признаками: предплечья килевидные по крайней мере в заднем углу переднеспинки; вершины надкрылий раздельно дугообразные; самец с вдавленным простернальным отростком с приподнятыми боками. Переднегрудь с воротничком. Боковой край переднеспинки цельный, гладкий. Глаза крупные, почти соприкасаются с переднеспинкой. Личинки развиваются, предположительно, на различных лиственных деревьях. Встречаются в июне на высотах 800—2000 м. Видовая группа: Plagiatus. Близок к A. pumi Jendek, 2011 и A. stigma Jendek, 2011. Вид был впервые описан в 1889 году австрийским энтомологом Людвигом Ганглбауэром (1856—1912), а его валидный статус подтверждён в 2011 году в ходе ревизии, проведённой канадскими колеоптерологами Эдвардом Йендеком (Eduard Jendek) и Василием Гребенниковым (Оттава, Канада).